# Momoiro Clover Z
A Momoiro Clover Z (ももいろクローバーZ; Hepburn: Momoiro Kurōbā Zetto; „Rózsaszín lóhere Z”) egy japán idol lányegyüttes, melyet 2008-ban hozott létre az Stardust Promotion. A Momoiro Clover Z öt taggal rendelkezik.
Az együttest szokás még Momoclo (ももクロ; Hepburn: Momokuro)-nak nevezni.

## Tagok
| Név                                                 | Születési dátum  | Szín      | Megjegyzések     |
| --------------------------------------------------- | ---------------- | --------- | ---------------- |
| Kanako Momota (百田 夏菜子; Hepburn: Momota Kanako) | 1994. július 12. | Piros     | A Leader         |
| Siori Tamai (玉井 詩織; Hepburn: Tamai Shiori)      | 1995. június 4.  | Sárga     | Becenév: Siorin  |
| Ajaka Szaszaki (佐々木 彩夏; Hepburn: Sasaki Ayaka) | 1996. június 11. | Rózsaszín | Becenév: Árin    |
| Reni Takagi (高城 れに; Hepburn: Takagi Reni)       | 1993. június 21. | Lila      | A korábbi Leader |

### Korábbi tagok
| Név                                                  | Születési dátum   | Szín | Megjegyzések         |
| ---------------------------------------------------- | ----------------- | ---- | -------------------- |
| Akari Hajami (早見 あかり; Hepburn: Hayami Akari)    | 1995. március 17  | Kék  | Becenév: Ákarin      |
| Momoka Arijaszu (有安 杏果; Hepburn: Ariyasu Momoka) | 1995. március 15. | Zöld | A legalacsonyabb tag |

Egyéb
- Runa Jumikava (弓川留奈; Hepburn: Yumikawa Runa?); született 1994. február 4.
- Cukina Takai (高井 つき奈; Hepburn: Takai Tsukina?); született 1995. július 6.
- Mijú Vagava (和川 未優; Hepburn: Wagawa Miyū?); született 1993. december 19.
- Manami Ikura (伊倉 愛美; Hepburn: Ikura Manami?); született 1994. február 4.
- Szumire Fudzsisiro (藤白 すみれ; Hepburn: Fujishiro Sumire?); született 1994. május 8.
- Jukina Kasiva (柏 幸奈; Hepburn: Kashiwa Yukina?); született 1994. augusztus 12.

## Diszkográfia

### Kislemezek
| Nr.                  | Cím | Kiadás dátuma        | Slágerlistás helyezések     | Slágerlistás helyezések | Minősítések (RIAJ)   | Album                |                      |                      |
| Nr.                  | Cím | Kiadás dátuma        | Oricon Weekly Singles Chart | Billboard Japan Hot 100 | Minősítések (RIAJ)   | Album                |                      |                      |
| Független lemezkiadó | Független lemezkiadó | Független lemezkiadó | Független lemezkiadó        | Független lemezkiadó    | Független lemezkiadó | Független lemezkiadó | Független lemezkiadó | Független lemezkiadó |
| -------------------- | --- | -------------------- | --------------------------- | ----------------------- | -------------------- | -------------------- | -------------------- | -------------------- |
| 1                    | Momoiro Punch (ももいろパンチ; Hepburn: Momoiro Panchi)                                                                            | 2009. augusztus 5.   | 23                          | —                       |                      | —                    |                      |                      |
| 2                    | Mirai e szuszume! (未来へススメ！)                                                                                                 | 2009. november 11.   | 11                          | —                       |                      | —                    |                      |                      |
| Major lemezkiadó     | |                      |                             |                         |                      |                      |                      |                      |
| 1                    | Ikuze! kaitó sódzso (行くぜっ！怪盗少女)                                                                                           | 2010. május 5.       | 3                           | 19                      |                      | Battle and Romance   |                      |                      |
| 2                    | Pinky Jones (ピンキージョーンズ)                                                                                                   | 2010. november 10.   | 8                           | 28                      |                      | Battle and Romance   |                      |                      |
| 3                    | Mirai Bowl / Chai Maxx (ミライボウル/Chai Maxx; Hepburn: Mirai Bouru / Chai Makkusu)                                               | 2011. március 7.     | 3                           | 12                      |                      | Battle and Romance   |                      |                      |
| 4                    | Z denszecu ~Ovarinaki kakumei~ (Z伝説 ～終わりなき革命～)                                                                          | 2011. július 6.      | 5                           | 22                      |                      | Battle and Romance   |                      |                      |
| 5                    | D' no dzsundzsó (D'の純情) | 2011. július 6.      | 6                           | 59                      |                      | Battle and Romance   |                      |                      |
| 6                    | Ródó szanka (労働賛歌) | 2011. november 23.   | 7                           | 13                      |                      |                      |                      |                      |
| 7                    | Mórecu ucsú kókjókjoku. Dai nana gakusó „Mugen no ai“ (猛烈宇宙交響曲・第七楽章「無限の愛」)                                       | 2012. március 7.     | 5                           | 2                       | Arany                |                      |                      |                      |
| 8                    | Otome szenszó (Z女戦争) | 2012. június 27.     | 3                           | 3                       | Arany                |                      |                      |                      |
| —                    | Nippon egao hjakkei (ニッポン笑顔百景) - Momoclo Tē Ichimon (桃黒亭一門) név alatt                                                 | 2012. szeptember 5.  | 6                           | —                       |                      |                      |                      |                      |
| —                    | Ikuze! kaitó sódzso ~Special Edition~ (行くぜっ！怪盗少女 ～Special Edition～) - újra-kiadás                                       | 2012. szeptember 26. | 7                           | 29                      |                      |                      |                      |                      |
| 9                    | Szaraba, itosiki kanasimitacsi jo (サラバ、愛しき悲しみたちよ)                                                                     | 2012. november 21.   | 2                           | 1                       | Arany                |                      |                      |                      |
| 10                   | GOUNN | 2013. november 6.    | 2                           | 2                       |                      | -                    |                      |                      |
| 11                   | "Naite mo Iin Da jo" (泣いてもいいんだよ)                                                                                          | 2014. majus 8.       | 1                           | 2                       |                      | Amaranthus           |                      |                      |
| 12                   | MOON PRIDE | 2014. július 30.     | 3                           | 3                       |                      | Hakkin no Yoake      |                      |                      |
| 13                   | "Yume no ukijo ni Szaite mi na" (夢の浮世に咲いてみな) - collaboration single released under the alias of Momoiro Clover Z vs KISS | 2015. január 28.     | 2                           | —                       |                      | Hakkin no Yoake      |                      |                      |
| 14                   | "Szeisunfu" (青春賦) | 2015. március 11.    | 4                           | 4                       |                      | Amaranthus           |                      |                      |
| 15                   | "Z no Chikai" (「Z」の誓い) | 2015. április 29.    | 4                           | 5                       |                      | Hakkin no Yoake      |                      |                      |
| 16                   | "The Golden History" (ザ・ゴールデン・ヒストリー)                                                                                  | 2016. seeptember 7.  | 2                           | 4                       |                      |                      |                      |                      |
| 17                   | "Blast" (BLAST) | 2017. augusztus 2.   | 3                           |                         |                      |                      |                      |                      |

### Albumok
| Nr. | Album adatok                                                              | Kiadás dátuma     | Slágerlistás helyezések    | Minősítések (RIAJ) |
| Nr. | Album adatok                                                              | Kiadás dátuma     | Oricon Weekly Albums Chart | Minősítések (RIAJ) |
| --- | ------------------------------------------------------------------------- | ----------------- | -------------------------- | ------------------ |
| 1   | Battle and Romance (バトル アンド ロマンス; Hepburn: Batoru ando Romansu) | 2011. július 27.  | 3                          | Arany              |
| 2   | 5th Dimension (5TH DIMENSION; Hepburn: Fifusu Dimenshon)                  | 2013. április 10  | 1                          |                    |
| 3   | Amaranthus (AMARANTHUS; Hepburn: Amaransasu)                              | 2016. február 17. |                            |                    |
| 4   | Hakkin no Yoake (白金の夜明け)                                            |                   |                            |                    |

### Videográfia

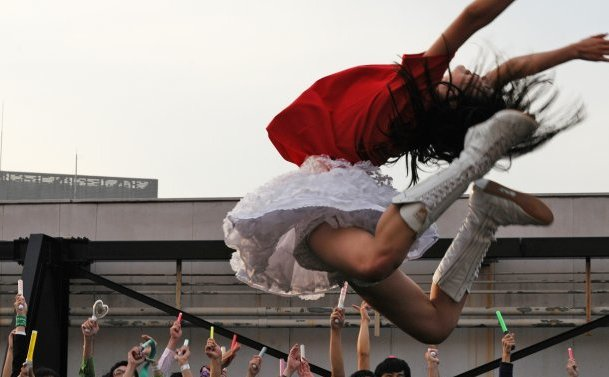
Ikuze! kaitó sódzso

| Kislemez nr.         | Cím                                                            | Hivatalos videó a YouTube-on |
| Független lemezkiadó | Független lemezkiadó                                           | Független lemezkiadó         |
| -------------------- | -------------------------------------------------------------- | ---------------------------- |
| 1                    | Momoiro Punch                                                  |                              |
| 2                    | Mirai e szuszume!                                              |                              |
| Major lemezkiadó     |                                                                |                              |
| 1                    | Ikuze! kaitó sódzso                                            | nézés                        |
| 2                    | Pinky Jones                                                    | nézés                        |
| 2                    | Coco nacu (ココ☆ナツ)                                          |                              |
| 2                    | Kimi to szekai (キミとセカイ)                                  |                              |
| 3                    | Mirai Bowl                                                     | nézés                        |
| 3                    | Chai Maxx                                                      | nézés                        |
| 4                    | Z denszecu ~Ovarinaki kakumei~                                 | nézés                        |
| 5                    | D' no dzsundzsó                                                | nézés                        |
| 6                    | Ródó szanka                                                    | nézés                        |
| 6                    | Santa-szan (サンタさん)                                        | nézés                        |
| 7                    | Mórecu ucsú kókjókjoku. Dai nana gakusó „Mugen no ai“          | nézés                        |
| 8                    | Otome szenszó                                                  | nézés                        |
| 8                    | PUSH                                                           | nézés                        |
| 8                    | Mite mite koccsicsi (みてみて☆こっちっち) (koreográfiai videó) | nézés                        |
| 9                    | Szaraba, itosiki kanasimitacsi jo                              | nézés                        |
| 9                    | Wee-Tee-Wee-Tee                                                | nézés                        |